# Musée du patrimoine de Hong Kong
Le musée du patrimoine de Hong Kong (香港文物探知館, Hong Kong Heritage Museum) est situé à Sha Tin dans les Nouveaux Territoires depuis décembre 2000. Administré par le département des loisirs et des services culturels du gouvernement de Hong Kong, il présente six expositions permanentes et des expositions temporaires originales sur l'histoire, l'art et la culture.
Le bâtiment abritant le musée est le plus grand de Hong Kong et peut accueillir jusqu'à 6 000 visiteurs.

## Le musée
Le musée a été conçu pour offrir des expositions complètes sur l'histoire, l'art et la culture. Il propose un certain nombre d'expositions et de programmes interactifs et accueille également un café et une boutique.
Il y a six galeries d'exposition permanente pour la présentation des collections du musée et six galeries thématiques pour les expositions temporaires. Les galeries permanentes sont :
- le hall du patrimoine des Nouveaux Territoires (fermé en juin 2016)
- la galerie de découverte pour les enfants
- le hall du patrimoine de l'opéra cantonais
- la galerie d'art chinois T.T.Tsui, présentant des objets de l'ancien musée d'art Tsui (en)
- la galerie Chao Shao-an (en)
- la galerie Jin Yong (ouverte le 1er mars 2017)

Outre les galeries, le musée dispose d'un théâtre de 350 places pour divers arts du spectacle et conférences, y compris des représentations régulières d'opéra cantonais. Il possède plus de 30 000 objets liés à cet art, qui est classé comme patrimoine culturel immatériel de Hong Kong et de la région.

## Branches du musée
Le musée administre trois autres centres d'exposition :
- le musée du rail de Hong Kong
- le musée de Sam Tung Uk
- le musée folklorique de Sheung Yiu

## Accès
Le musée est accessible par de nombreuses lignes de bus et se trouve également à distance de marche de plusieurs stations de métro :
- East Rail Line : 15 minutes de marche depuis les stations de Tai Wai ou de Sha Tin.
- Tuen Ma Line : 5 minutes de marche depuis la station de Che Kung Temple (en).

## Galerie

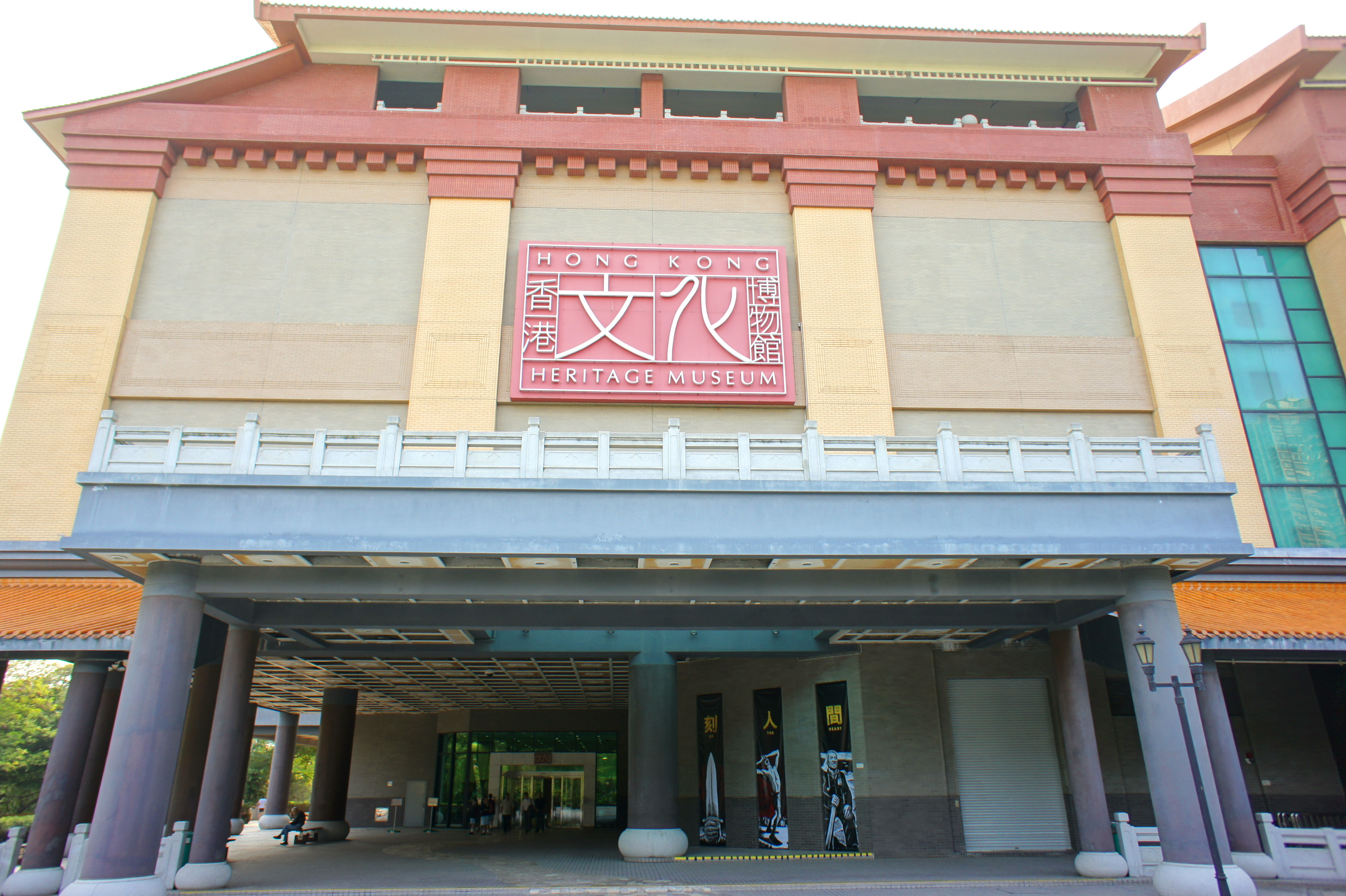
Entrée du musée.
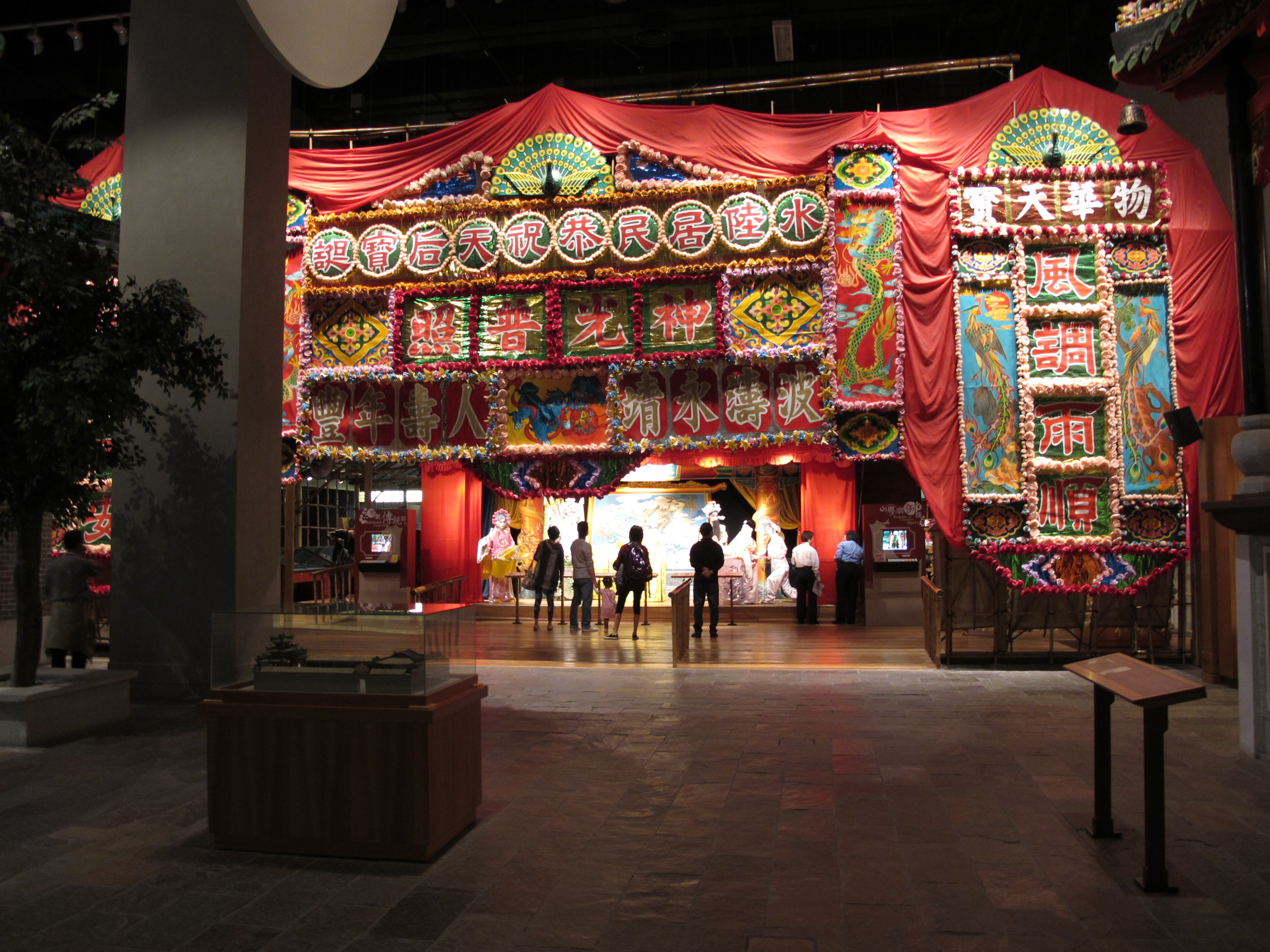
Hall du patrimoine de l'opéra cantonais.
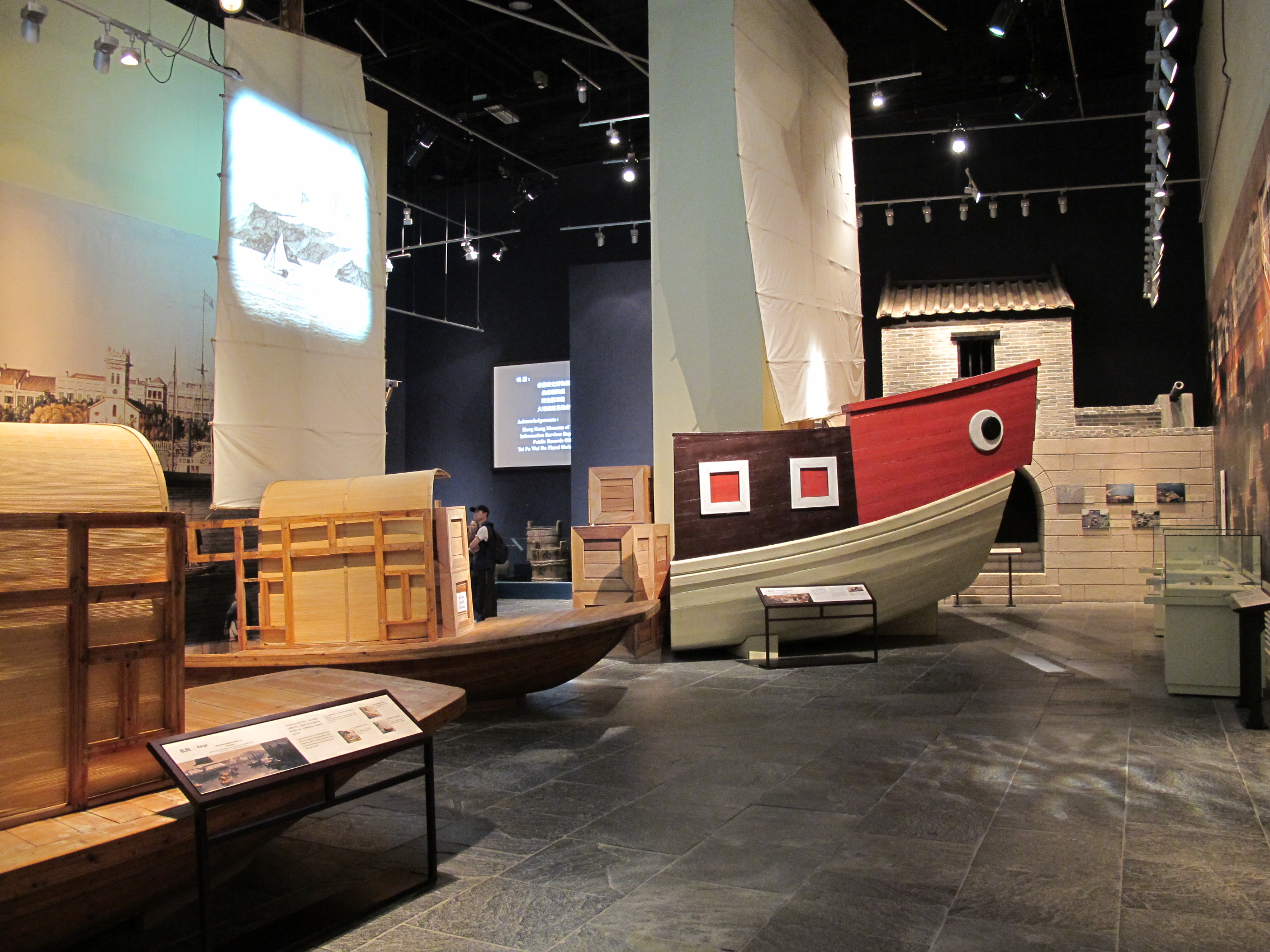
Hall du patrimoine des Nouveaux Territoires.
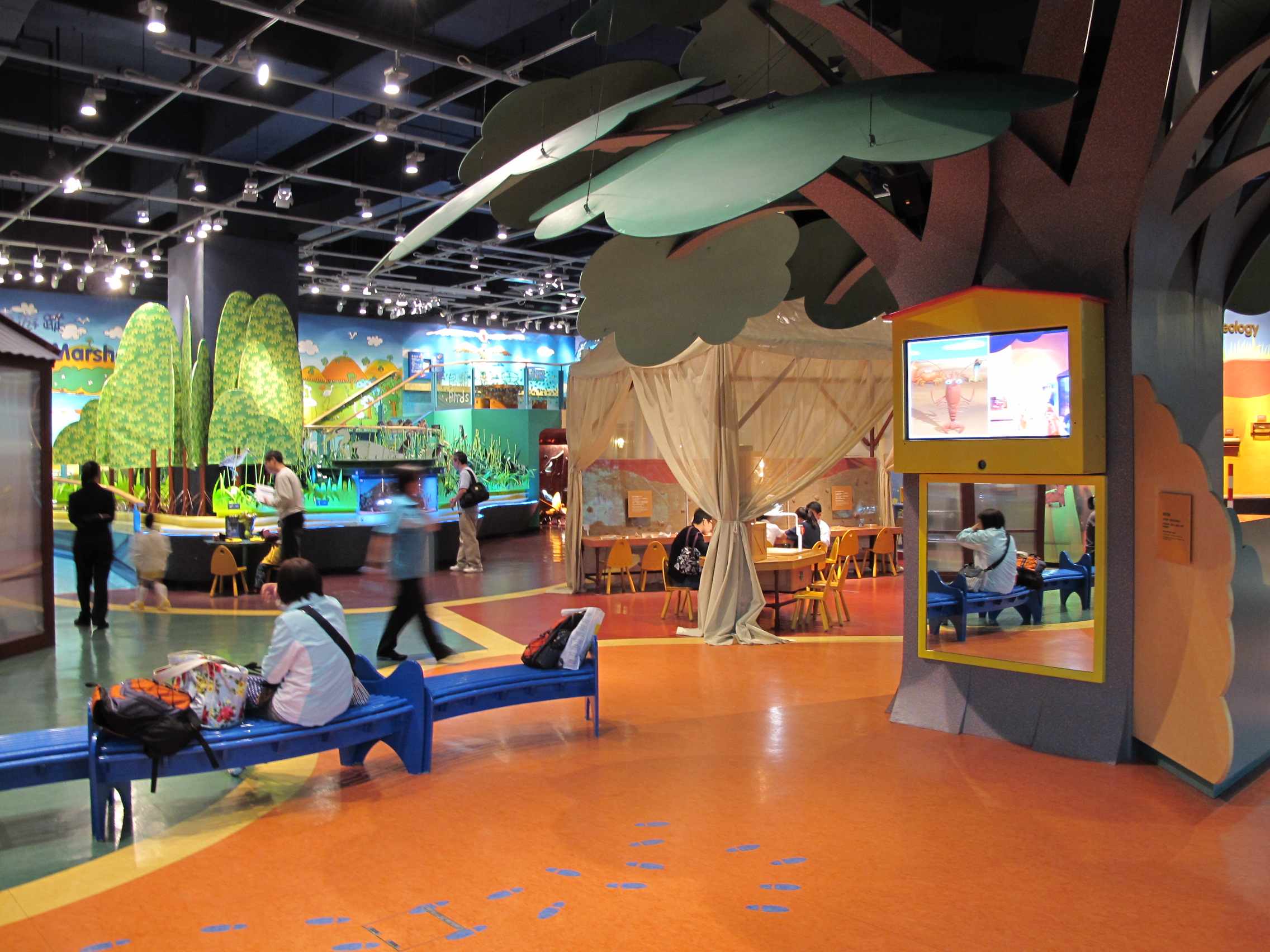
Galerie de découverte pour les enfants.
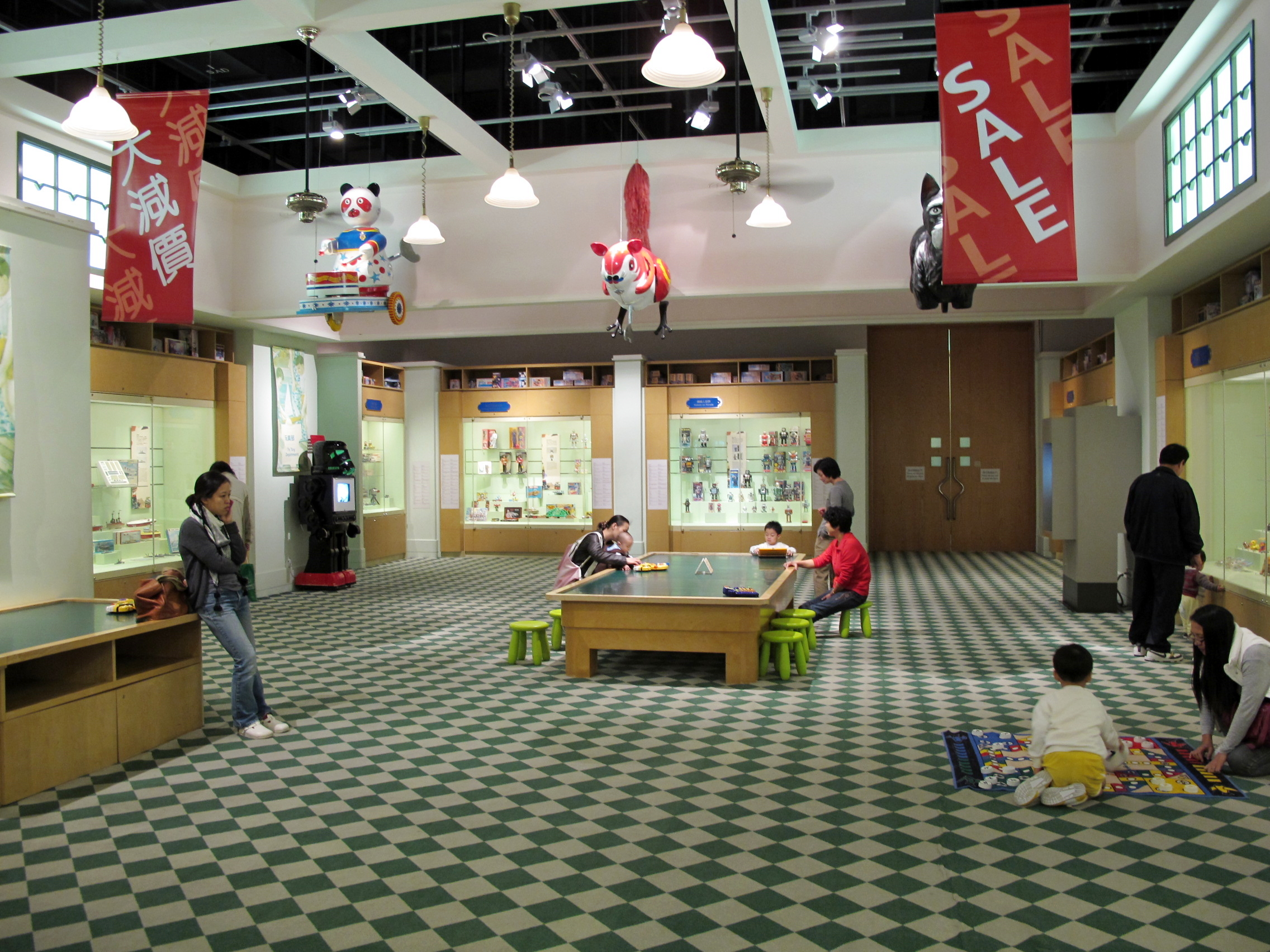
Exposition de jouets anciens.
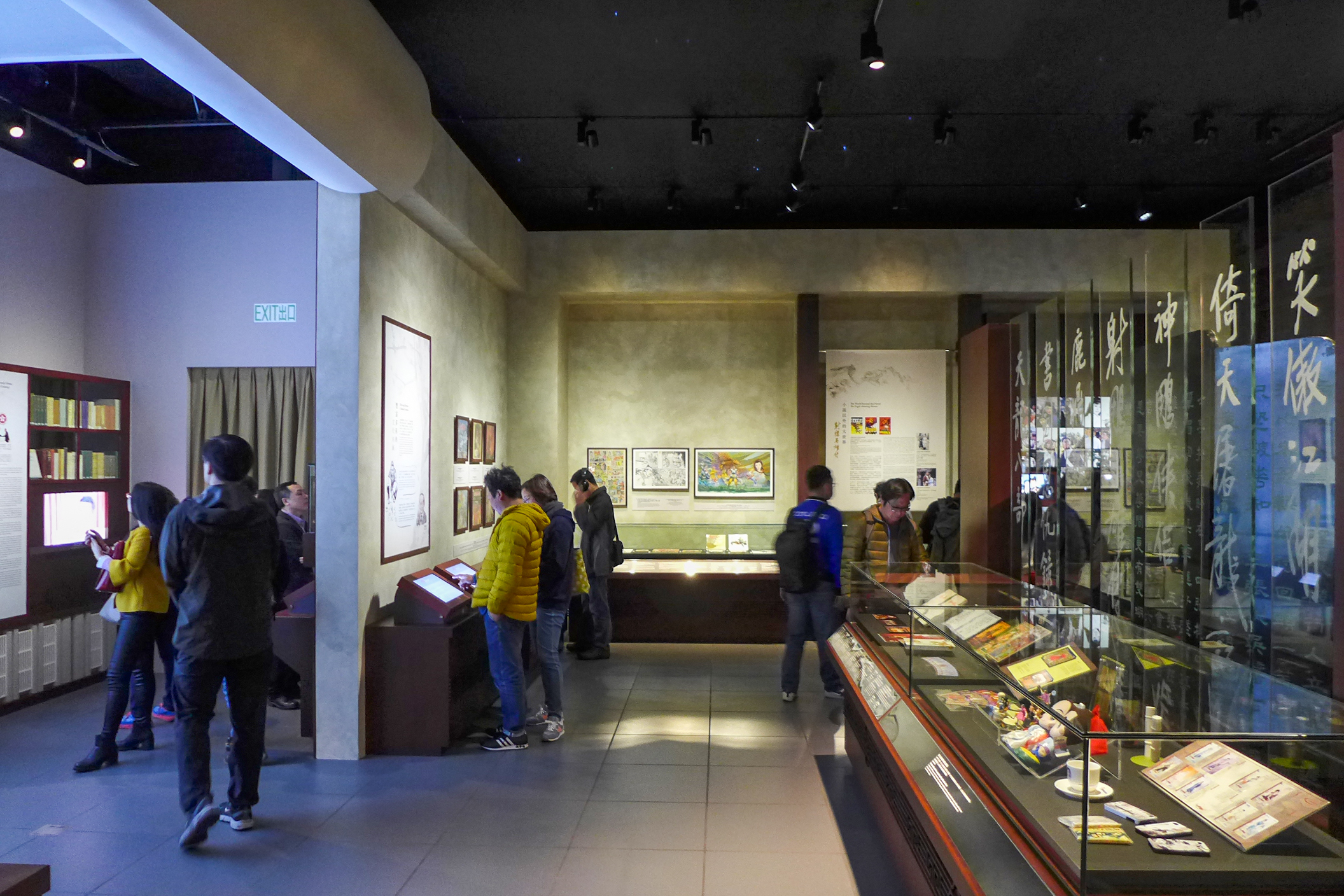
Galerie Jin Yong.
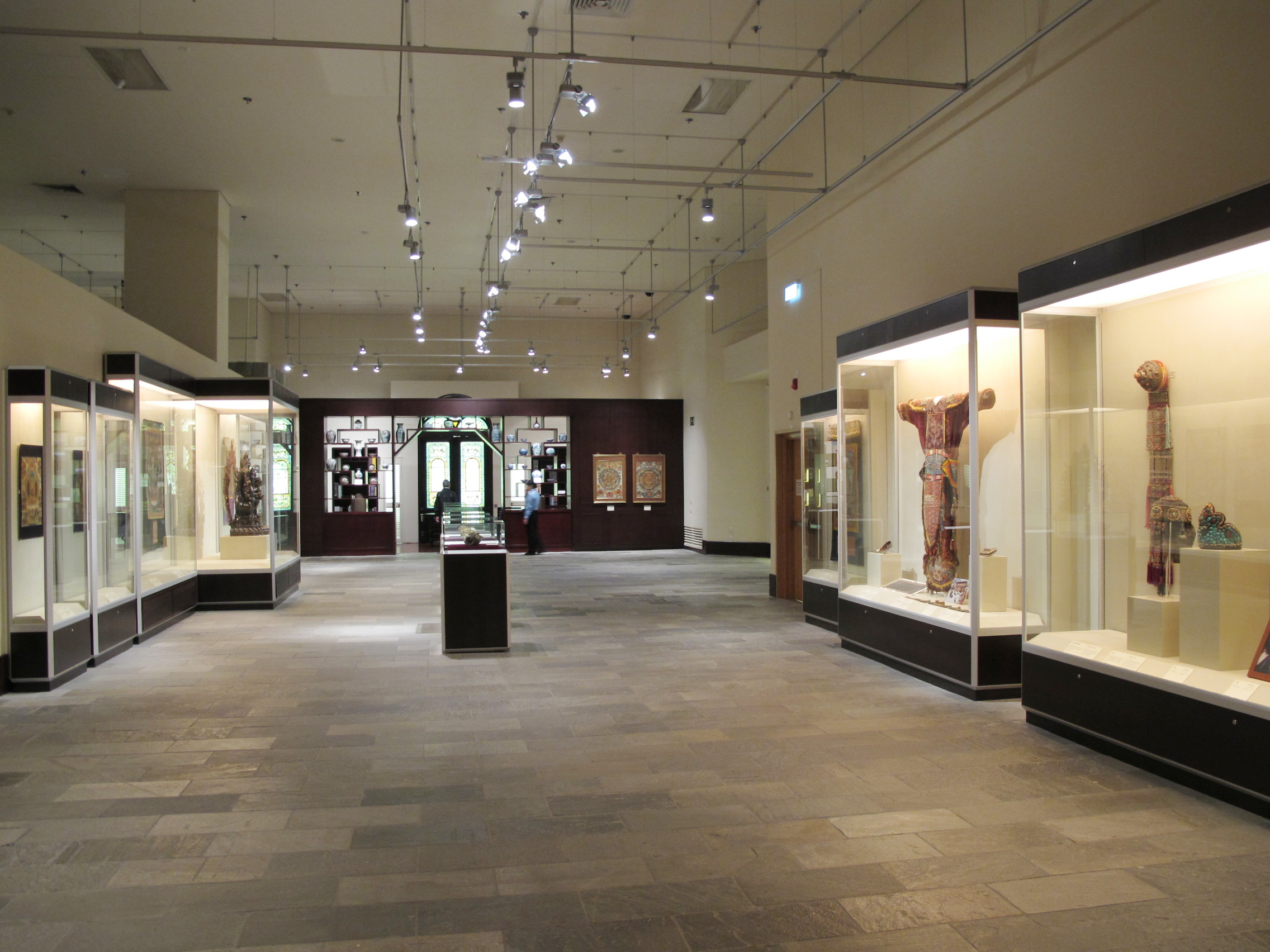
Galerie d'art chinois T.T.Tsui.
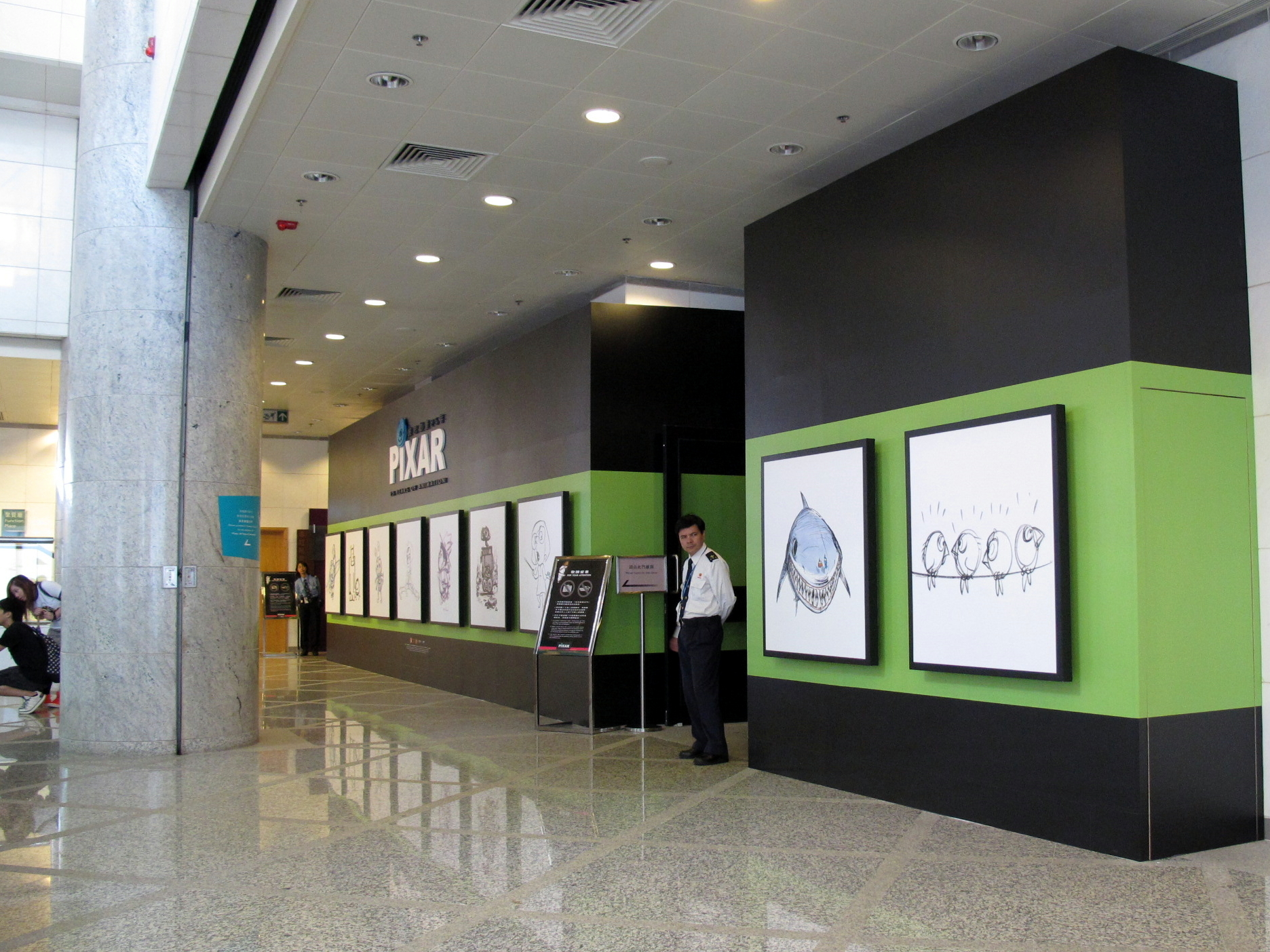
Exposition temporaire pour les 25 ans de Pixar en 2011.
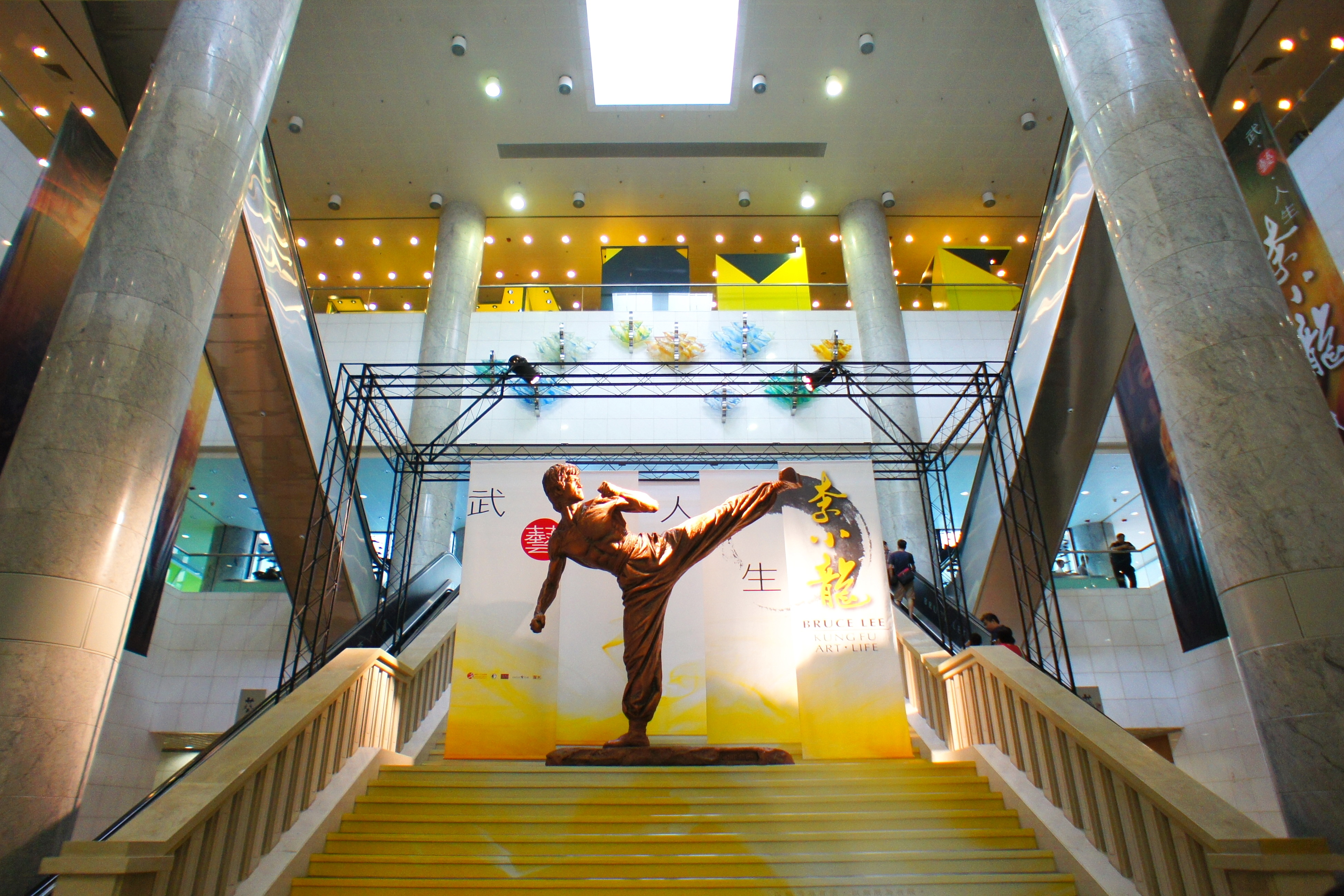
Exposition temporaire Bruce Lee -Kung Fu‧Art‧Life en 2013.
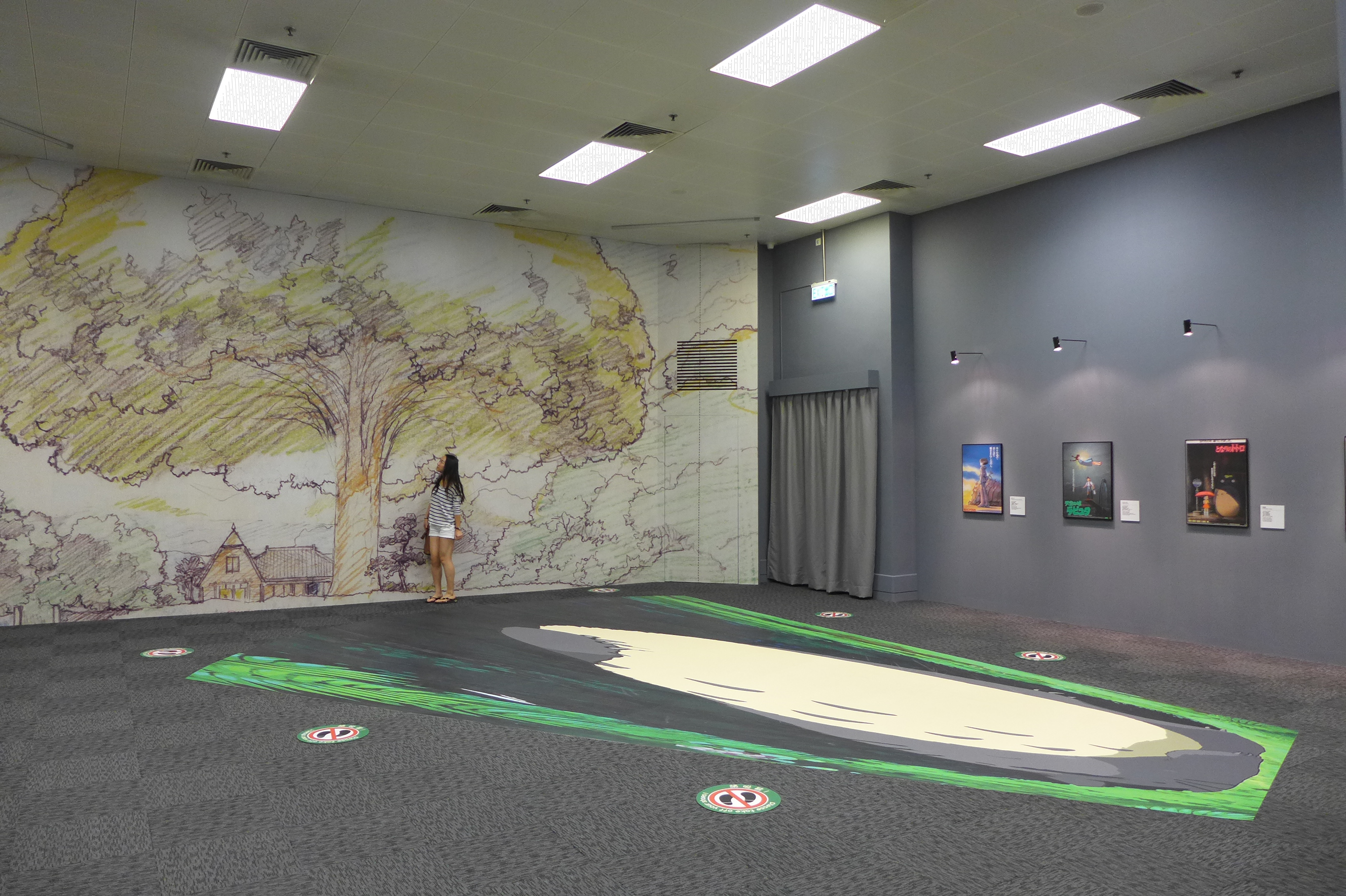
Exposition temporaire sur Ghibli en 2014.
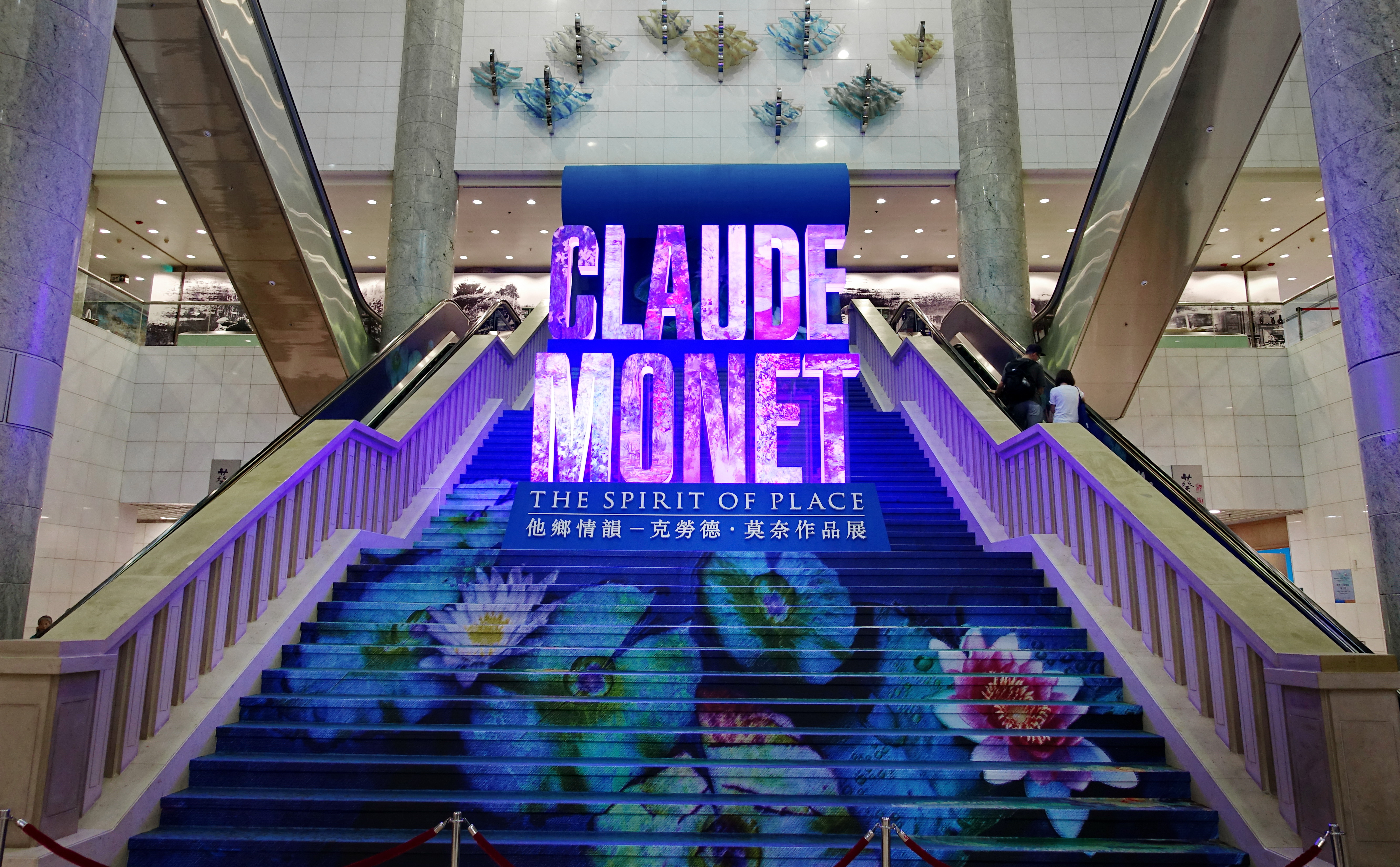
Exposition temporaire sur Claude Monet en 2016.